# Oxira kebeae
Oxira kebeae är en fjärilsart som beskrevs av George Thomas Bethune-Baker 1908. Oxira kebeae ingår i släktet Oxira och familjen nattflyn. Inga underarter finns listade i Catalogue of Life.